# Mardi Gras (1943)
Mardi Gras ist ein US-amerikanischer Musik-Kurzfilm von 1943, der für einen Oscar nominiert war.

## Inhalt
Den Hintergrund der kurzen Geschichte bildet der Mardi Gras in New Orleans. Eingebettet in das fröhliche Treiben tragen Johnnie Johnston und Betty Rhodes, die in ihren Rollen als Johnnie Jones respektive Suzie Brown, als Festzelt-Attraktionen gehandelt werden, ihre Lieder That Old Black Magic, All the Way und At the Mardi Gras vor. Im Festzelt agieren außerdem Trampolin-Künstler neben Tänzerinnen und Tänzern, die spezielle Tanznummern vorführen, und die Stimmung noch zusätzlich anheizen. Sie verkörpern die Art von Künstlern, die sich Schausteller wünschen würden, um ihrem Gewerbe mehr Klasse und mehr Anspruch zu verleihen.

## Hintergrund
Eine erfundene Geschichte ist Grundlage des Films. Hervorzuheben sind die Namen Johnnie Johnston, der seinen Song The Old Black Magic aus dem Musicalfilm Star Spangled Rhythm singt und Betty Rhodes, die auf der Besetzungsliste der in den USA populären musikalischen Romanze The Fleet’s In stand.
Mardi Gras (Karneval) war der erste Musikkurzfilm einer Serie von sechs Filmen auf zwei Rollen in Technicolor, der von Paramount Pictures in den Jahren 1943/1944 produziert worden ist. Die Serie wurde im Jahr 1948 fortgesetzt und in den frühen 1950er-Jahren neu aufgelegt.
Veröffentlichung
- USA: 1. Oktober 1943 und erneut am 6. Oktober 1950

Der Serientitel in den USA lautete: Musical Parade (1943–1944 season) #1: Mardi Gras.

## Auszeichnungen
Der Produzent Walter MacEwen war 1944 mit dem Film für einen Oscar in der Kategorie „Bester Kurzfilm“ (2 Filmrollen) nominiert, musste sich jedoch Jerry Bresler und Sam Coslow und dem Fantasyfilm Heavenly Music geschlagen geben.